# Hordotonalni organ
Hordotonalni organ je specializiran mehanoreceptorni organ, kakršnega najdemo pri žuželkah in rakih (posebej deseteronožcih). Hordotonalni organi se nahajajo v nožnih sklepih teh živali, kjer zaznavajo položaj in premike členov nog, služijo pa tudi zaznavanju vibracij podlage, ki jih živali uporabljajo za medsebojno komunikacijo.
Hordotonalni organ sestavlja eden ali več čutilnih receptorjev, imenovanih skolopidiji, ki so občutljivi na premike ali mehansko napetost. Nahajajo se v mišicah, notranjih odrastkih zunanjega skeleta ali ligamentih, največkrat v povezavi s sklepi.
Pri nekaterih skupinah žuželk (npr. nočnih metuljih in ravnokrilcih) se hordotonalni organi povezujejo s timpanalnimi organi in služijo zaznavi zvoka. Hordotonalni organ je lahko pritrjen neposredno na membrano timpanalnega organa, ali pa je povezan posredno preko zračnih mešičkov (ti so del sistema vzdušnic), ki jih navzven omejuje membrana.